# Юр'єв Вадим Олексійович
Вадим Олексійович Юр'єв (нар. 5 листопада 1966) — український волейболіст, дефлімпійський чемпіон (1997) та срібний призер (2001).